# SHDSL
SHDSL (Single-pair High-speed Digital Subscriber Line, "Línea digital de abonado de un solo par de alta velocidad") es una tecnología de comunicaciones desarrollada como resultado de la unión de diferentes tecnologías DSL de conexión simétrica como HDSL, SDSL y HDSL-2, dando lugar a un nuevo estándar mundialmente reconocido.

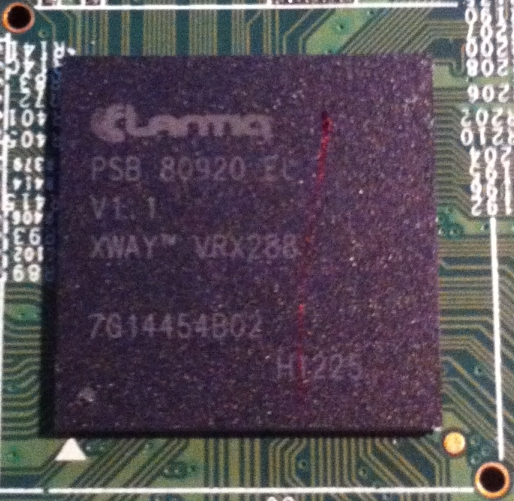
DSL SoC

## Estándares
- ITU-T (G.991.2) de manera global
- ANSI (T1E1.4/2001-174) para Norteamérica
- ETSI (TS 101 524 Anexo E) para Europa

Las diferencias entre estos dos estándares son mínimas, solo añaden información sobre las condiciones del bucle y servicios opcionales dependiendo de la infraestructura de cada zona. Sin embargo la mayoría del hardware destinado a este sector es compatible con los dos.

## Funcionamiento
SHDSL está diseñada para transportar datos a alta velocidad simétricamente, sobre uno o dos pares de cobre.
1. Single Pair -> Se obtienen velocidades de 192 kbit/s hasta 2,3 Mbit/s (con incrementos de velocidad de 8 kbit/s).
2. Dual Pair -> Se obtienen velocidades desde 384 kbit/s hasta 4,6 Mbit/s (con incrementos de 16 kbit/s)

A diferencia que su antecesor HDSL, y al igual que HDSL2, SHDSL utiliza TC-PAM (Trellis Coded Pulse Amplitude Modulation), una técnica de codificación más avanzada. TC-PAM proporciona una plataforma robusta sobre una gran variedad de tipos de bucle y las condiciones externas que puedan alterar la señal, un efecto llamado “relación velocidad/distancia adaptativa”. De esta manera SHDSL se adapta dinámicamente a las características de los pares.

Gracias a esta técnica de codificación se consigue una buena relación velocidad/distancia:
- A 192 kbit/s se alcanzan distancias de más de 6 km
- A 2,3 Mbit/s más de 3 km
- Con dos pares pasa algo similar, a 2,3 Mbit/s se llegan a distancias de más de 4,8 km

La idea es sencilla, frecuentemente el módem hace barridos en todo el espectro frecuencial destinado a SHDSL. De esta manera mantiene una tabla con las SNR (relación señal a ruido) de cada bloque.
Cada vez que se quiera enviar un paquete de datos, se hará por el canal con la mejor relación señal a ruido, o en segunda instancia, por el canal menos saturado; pero siempre respetando el orden de preferencias de la tabla. Los dispositivos implicados en la transmisión se ponen de acuerdo para que la relación velocidad/distancia sea óptima.
Los canales con presuntamente más pérdida se utilizarán menos, los que atenúen poco recibirán más tráfico. Pudiendo disminuir la velocidad de transmisión en detrimento de la distancia con la central, o el contrario. Resultado, mejor relación velocidad/distancia, derivado de poca atenuación que sufrirá todo el conjunto de señales transmitidas. Y la posibilidad de elección entre gran ancho de banda o mayor distancia con la central.
La limitada distancia que debe separar al abonado de la central es el mayor de los inconvenientes de xDSL, que poco a poco con los nuevos estándares va mejorando.
Eso ocurre porque para enviar grandes cantidades de datos se necesita un gran rango de frecuencias, y cuanto más alta sea la frecuencia más se atenúa la señal en relación con la distancia (y más caros son los equipos que deben descodificar estas señales, pues deben ser más sensibles).
Esto posiciona a SHDSL como la mejor solución xDSL de línea simétrica, pues consigue mayor distancia y mayor velocidad que los anteriores. Además es posible instalar hasta 8 repetidores de señal (en cada par del bucle) para extender la señal más allá de las especificaciones iniciales, si fuera necesario.
Mientras que el ADSL está pensado para un uso compartido con la voz, las tecnologías SHDSL no pueden usarse al mismo tiempo que la voz ya que toda la línea está dedicada a ella. Este inconveniente se subsana al poder emplear tecnologías como VoIP y una política de QoS, pues obliga a asegurar un flujo de datos constante entre las partes afectadas.